# Michael Walker (économiste)
Michael Walker, né en 1945 à Corner Brook (Terre-Neuve-et-Labrador), est un économiste canadien. Il est reconnu pour être le fondateur de l’Institut Fraser.
Il a obtenu un bac en administration (B.A.) de l'Université Saint-Francis-Xavier et son doctorat (Ph.D) à l’Université de Western Ontario. Il a travaillé à la Banque du Canada et au Département fédéral des finances. Il a enseigné à l’Université de Western Ontario et à l’Université Carleton.
Il est reconnu dans les médias comme le chef de file des porte-paroles pour les causes économiquement conservatrices. Il a fondé l’Institut Fraser en 1974 avec une subvention provenant d'une importante compagnie forestière de la Colombie-Britannique, qui a été vendue au géant américain Weyerhaeuser pour 3,6 milliards de $ au cours de l'été 1999.
Il a été le directeur exécutif de l’institut jusqu’en 2005 et en est actuellement un membre associé.